# La Estrella del Loa
La Estrella del Loa es un periódico chileno, de carácter local, editado en la ciudad de Calama, capital de la Provincia de El Loa, en la Región de Antofagasta.
Fue fundado el 3 de mayo de 1979, en el marco del 13° aniversario de La Estrella del Norte (con sede en Antofagasta), considerado el "periódico madre" de La Estrella del Loa.
El periódico realizó una cobertura especial de los eventos ocurridos tras el terremoto de 2007 que sacudió a la región. Al igual que los demás periódicos pertenecientes a la Empresa Periodística El Norte, La Estrella del Loa lanzó una edición especial al día siguiente de haber ocurrido el evento sísmico.
La Estrella del Loa pertenece a la Sociedad Periodística El Norte S.A., la cual es filial de El Mercurio S.A.P. Asimismo, el periódico se encuentra afiliado a la Asociación Nacional de la Prensa.
El sábado 16 de marzo de 2024 fue el último ejemplar de La Estrella que lleva la denominación "Loa" en su logotipo, ya que desde el 18 de ese mes los tres diarios Estrella de la Región de Antofagasta (Antofagasta, Loa y Tocopilla) se fusionan, tomando la numeración de La Estrella de Antofagasta.